# They Say Nothing Stays the Same
They Say Nothing Stays the Same (japanisch ある船頭の話, Aru sendo no hanashi, deutsch Die Geschichte eines Bootsfahrers) ist ein japanischer Spielfilm aus dem Jahr 2019. Es ist der erste Film, bei dem der japanische Schauspieler Joe Odagiri Regie führte.

## Handlung
Der Film spielt im Japan des 19. Jahrhunderts während der Meiji-Zeit an einem Fluss, an dessen Ufer der betagte Fährmann Toichi in einer bescheidenen Hütte lebt. Zu jeder Tages- und Nachtzeit bringt er Dorfbewohner und Waren in seinem kleinen Holzboot rudernd auf die andere Uferseite. Während er mit seinem Dasein zufrieden ist und das Gefühl hat, etwas Sinnvolles für die Gemeinschaft zu tun, wird unweit seines Wohnorts eine Brücke errichtet, durch die seine Arbeit überflüssig werden wird. Immer wieder stört ihn der Lärm, der durch das Bauen entsteht, und der Gedanke an die Bedrohung, die die Brücke für ihn und seine Lebensweise darstellt. Eines Tages findet er im Fluss ein verletztes, bewusstloses Mädchen, das er vor dem Ertrinken rettet, aufnimmt und pflegt, ohne zu wissen, woher sie stammt und was sie erlebt hat. Sie erholt sich, spricht aber nicht und ihre Geschichte bleibt verborgen. Gegen Ende des Films wird Toichis Welt zerschlagen, als die Brücke fertig ist, die Menschen hektisch über den Fluss laufen und seine Dienste nicht mehr beanspruchen. Mit dem Mädchen flieht er auf seinem Holzboot den Fluss hinab, nachdem ein Mann sie angegriffen hat. Vorher hat Toichi seine Hütte verbrannt, um den Mord an dem Angreifer zu verbergen.

## Hintergrund

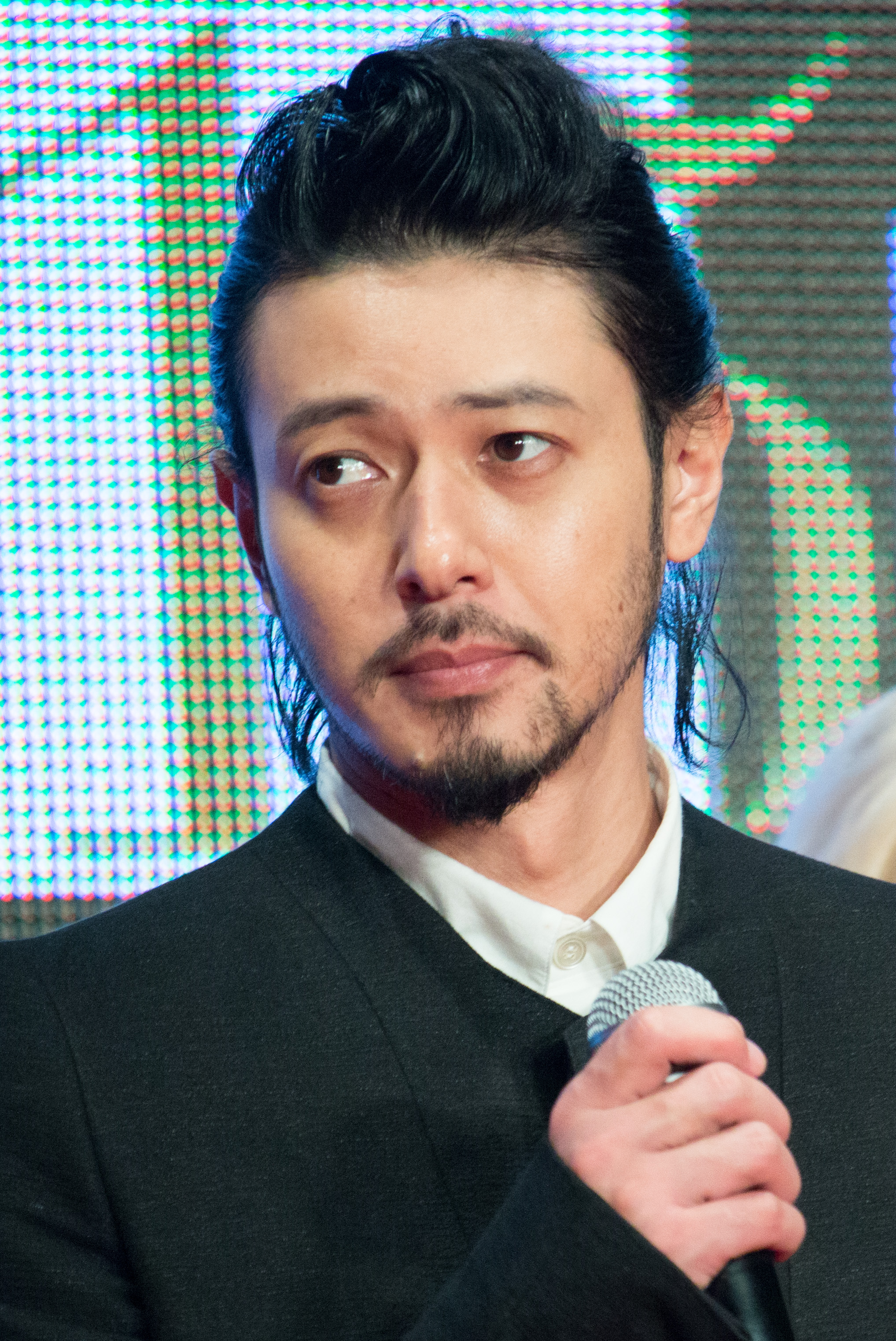
Joe Odagiri 2015 beim Tokyo International Film Festival

2019 feierte They Say Nothing Stays the Same Weltpremiere auf dem Filmfest von Venedig, wo er in der Kategorie Venice Days gezeigt wurde. Der Regisseur Joe Odagiri blickt auf eine lange Karriere als Schauspieler japanischer und südkoreanischer Filme zurück. Zu seinem Film über den alten Fährmann schrieb er auch das Drehbuch. Er wollte nach eigenen Angaben zeigen, was uns glücklich macht und was für unser Leben von Bedeutung ist: „As the world becomes more ‘convenient', tradition and culture become unnecessary. Nature gets destroyed and we lose something precious. I desired to figure out what true happiness is and what is important in life, through the character of a boatman.“ (Da die Welt immer „bequemer“ wird, werden unsere Tradition und Kultur überflüssig. Die Natur wird zerstört und wir verlieren etwas Wertvolles. Ich wollte herausfinden, was wahres Glück ist und was im Leben wichtig ist, und zwar durch die Figur eines Bootsmannes.).
Die Hauptrolle des Fährmanns Toichi spielt Akira Emoto, der bereits 1999 den Preis des Besten Schauspielers der Japanischen Filmakademie (日本アカデミー賞) für seine Rolle in dem Film Dr. Akagi gewann.
Als Kameramann konnte Odagiri den versierten Christopher Doyle gewinnen, der sich durch seine Kameraführung chinesischer Filme einen Namen gemacht hatte und mehrfach ausgezeichnet wurde. Die Musik zum Film schrieb der armenische Jazzpianist Tigran Hamasyan.

## Rezeption
James Hadfield schrieb in der Japan Times, der Film habe „stunning visuals and a stellar cast“ (atemberaubende Bilder und eine hochkarätige Besetzung). Außerdem fühle man sich an ältere japanische Filme erinnert: „With its languid pace, sumptuous visuals and mournful depiction of a traditional way of life on the verge of extinction, this period drama harks back not just to an earlier Japan, but to an earlier era of Japanese filmmaking.“ (Mit seinem gemächlichen Tempo, seinen prächtigen Bildern und der schwermütigen Darstellung einer traditionellen Lebensweise, die vom Aussterben bedroht ist, erinnert dieses historische Drama nicht nur an ein früheres Japan, sondern auch an eine frühere Ära des japanischen Filmschaffens.)
Auf der Filmplattform Apple TV wird der Film dem klassischen Kino zugeordnet: „They Say Nothing Stays the Same is a refreshingly old-fashioned work of classical cinema, its formal qualities mirroring its thematic concern with those fondly remembered traditions sacrified in the name of progress.“ (They Say Nothing Stays the Same ist ein erfrischend altmodisches Werk des klassischen Kinos, dessen formale Qualitäten die thematische Auseinandersetzung mit den liebgewonnenen Traditionen widerspiegeln, die im Namen des Fortschritts geopfert werden).

## Auszeichnungen und Nominierungen
Der Film gewann 2019 beim Antalya Golden Orange Film Festival im internationalen Wettbewerb den Preis des Besten Films. Im selben Jahr wurde Odagiris Werk auch beim chinesischen Pingyao International Filmfestival als Bester Film (Crouching Tiger) nominiert.